# Prosena doddi
Prosena doddi là một loài ruồi trong họ Tachinidae.